# Кяені
Кя́ені (ест. Kääni küla) — село в Естонії, у волості Нио повіту Тартумаа.

## Населення
Чисельність населення на 31 грудня 2011 року становила 30 осіб.